# Short Type 184
Lo Short Admiralty Type 184, identificato anche come Short 225 dal dato della potenza espressa dal primo motore installato sul modello, era un idrovolante biplano a scarponi sviluppato dall'azienda aeronautica britannica Short Brothers negli anni dieci del XX secolo e prodotto, oltre che dalla stessa, su licenza anche da diverse aziende produttrici in tutto il Regno Unito.
Adottato dal Royal Naval Air Service, componente aerea della Royal Navy (la marina militare britannica), durante la prima guerra mondiale e dove fu l'unico aereo britannico a prendere parte alla battaglia dello Jutland, oltre ad una buona quantità di aeronautiche militari durante e dopo il conflitto, il Type 184 venne utilizzato come idroricognitore, bombardiere ed aerosilurante, ed in quest'ultimo si ricorda come il primo aereo ad affondare una nave con un siluro.

## Storia del progetto

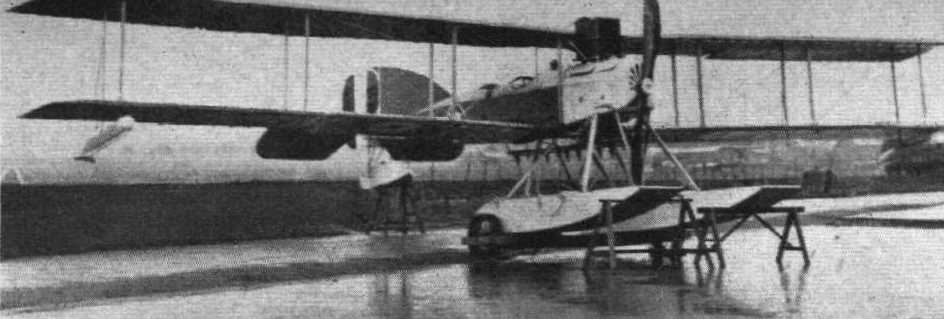
Short Type 184.

I primi studi effettuati nel Regno Unito circa le potenzialità di un aereo in grado di trasportare, sganciare e colpire un obiettivo navale tramite un siluro furono effettuati sullo Short Admiralty Type 166 equipaggiato con un motore Gmome da 160 hp (120 kW) ma le prove in volo dimostrarono che il velivolo era sottopotenziato per svolgere questo compito.
A tale scopo l'Admiralty britannico emise una nuova specifica nel settembre 1914 dove si richiese la fornitura di un nuovo velivolo atto allo scopo con il suggerimento di utilizzare il motore Sunbeam Mohawk capace di esprimere una potenza di 225 hp (168 kW), una variante sperimentale del Sunbeam Crusader in quel momento in fase di sviluppo. All'invito risposero inviando la propria proposta la Sopwith Aviation Company, J. Samuel White e la Short Brothers.
Horace Short, che si era incaricato di eseguire il progetto, interpellò Murray Sueter, il direttore del dipartimento aeronavale, sottoponendogli le sue idee al riguardo ricevendo la sua assicurazione che si tradusse in un contratto di fornitura per due prototipi ai quali venne riservato i numeri di serie 184 e 185 e che daranno origine al Type 184, così com'era identificato dall'azienda.

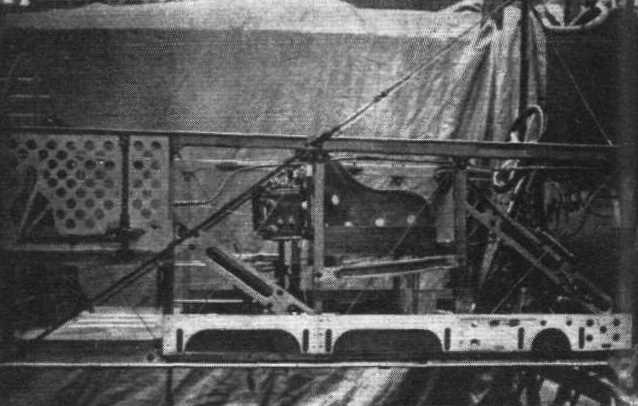
La sezione della fusoliera all'altezza dell'abitacolo del pilota.

Simile nell'aspetto generale ai precedenti idrovolanti a scarponi sviluppati dalla Short per la Royal Navy, il Type 184 era caratterizzato da un'impostazione classica per il periodo, un monomotore in configurazione traente dalla velatura biplana con ali dalla medesima apertura e collegate tra loro da una triplice coppia di montanti interalari per lato. La fusoliera possedeva una struttura scatolata convenzionale rinforzata da tiranti, con longheroni in abete aeronautico opportunamente collegati per ridurre il peso e collegati con raccordi di acciaio al manganese. La superficie superiore della fusoliera era collegata ad una sezione semicircolare carenata. Il motore era montato su supporti fissati a telai in acciaio stampato montati trasversalmente sui longheroni ed il grande radiatore rettangolare era posizionato sopra ed in posizione arretrata rispetto al motore, proprio davanti all'ala superiore.
L'ala inferiore era caratterizzata da una corda alare costante lungo l'apertura, mentre quella superiore aveva le corde che crescevano dal centro verso le estremità. Sui primi due prototipi, gli alettoni a singola azione erano montati solo sull'ala superiore ed erano comandati ciascuno da un cavo che lo spostava verso il basso  dalla posizione di equilibrio dovuta al flusso di aria. I montanti interalari erano costituiti da tubi di acciaio con carenature in legno per ridurne la resistenza aerodinamica. Le ali (ripiegabili all'indietro) erano estese mediante un verricello installato nell'abitacolo e bloccate ruotando di un quarto di giro un giunto a bicchiere filettato nel longherone anteriore delle semiali. Quando ripiegate, le ali erano tenute in posizione da un albero montato anteriormente alla coda, che si agganciava ad appositi fori nei montanti interalari ruotando una leva nel cockpit.
I due galleggianti principali erano collegati alla fusoliera con due aste alla traversa anteriore e con due coppie di aste alla traversa posteriore. Entrambe le traverse erano curve, per permettere l'alloggiamento di un siluro. Il galleggiante di coda, in legno, incorporava un piccolo timone per dare la direzione in acqua ed era comandato da aste di rinvio connesse al timone principale, mentre dei palloni cilindrici contenenti aria erano installati sotto le estremità dell'ala inferiore.
Il velivolo era equipaggiato con una radio ricetrasmittente, che era alimentata da un piccolo generatore eolico montato su un braccio girevole che poteva essere ripiegato all'indietro quando non in uso, e da altre attrezzature incluso una cesta con piccioni viaggiatori da usarsi, in alternativa alla radio, in caso di atterraggio forzato.
I primi test mostrarono una certa mancanza di controllo longitudinale e gli alettoni a singola azione si rivelarono problematici nel flottaggio sottovento. I due prototipi furono quindi equipaggiati con corde elastiche di richiamo collegati agli alettoni che li riportavano alla loro posizione neutra. Questo, però, portò solo un parziale miglioramento e fu quindi deciso su tutti i successivi esemplari, di aggiungere gli alettoni anche sull'ala inferiore. Questi erano connessi da cavi agli alettoni superiori, mentre le corde elastiche di richiamo collegavano la parte superiore dei montanti interalari agli alettoni inferiori.

## Impiego operativo
Il primo aereo volò all'inizio del 1915. Un ordine per altri dieci aerei era già stato fatto e 936 velivoli furono costruiti da dieci diverse compagnie aeree britanniche, rendendolo il più efficace degli aerei Shorts prima della seconda guerra mondiale.
I due prototipi di velivoli furono imbarcati sul HMS Ben-my-Chree, che salpò per l'Egeo il 21 marzo 1915 per prendere parte alla Campagna di Gallipoli. Il 12 agosto 1915 uno di questi, pilotato dal comandante Charles Edmonds, fu il primo aereo al mondo ad attaccare una nave nemica con un siluro lanciato dall'aria. Tuttavia, la nave era già stata fermata da un siluro sparato dal sottomarino britannico E14.
Tuttavia, il 17 agosto 1915, un'altra nave turca fu affondata da un siluro della cui origine non c'erano dubbi. In questa occasione il comandante Edmonds silurò una nave da trasporto turca a poche miglia a nord dei Dardanelli. Il suo collega di formazione, Flt Lt G B Dacre, fu costretto ad ammarare a causa di un problema al motore ma, vedendo un rimorchiatore nemico nelle vicinanze, virò e rilasciò il siluro, affondando il rimorchiatore. Senza il peso del siluro Dacre riuscì a decollare e tornare al Ben-My-Chree.
Le prestazioni del Type 184 nelle condizioni climatiche del Mediterraneo erano marginali, essendo necessario volare senza un osservatore e trasportare una quantità limitata di carburante ed il 184 fu quindi usato come bombardiere, portando due bombe da 112 libbre, oppure per l'osservazione da ricognizione per l'artiglieria.
Uno Short 184, numero 8359, fu l'unico aereo britannico a prendere parte alla battaglia dello Jutland. Piloato dal Flt Lt Frederick Rutland (che in seguito divenne noto come "Rutland of Jutland") con l'assistente Paymaster GS Trewin come osservatore, l'aereo fu lanciato dall'HMS Engadine verso le 15.38 circa: volando a circa 90 piedi (27 m) a causa della bassa visibilità, individuarono quattro incrociatori della flotta tedesca, riportando la loro presenza in Engadina circa alle 3,30. L'aereo fu presentato all'Imperial War Museum nel 1917, dove fu danneggiato in un raid aereo tedesco durante il blitz. La sezione anteriore non restaurata della fusoliera è ora in mostra al Fleet Air Arm Museum.
L'aereo ha servito nella maggior parte dei teatri della guerra. Cinque esemplari furono usati in Mesopotamia, dove furono fatti volare dal fiume Tigri ad Ora e nell'aprile del 1916 furono usati per far arrivare rifornimenti alla guarnigione durante l'Assedio di Kut.
L'uso principale del 184 fu il suo utilizzo nel lavoro di pattugliamento antisommergibile. Sebbene un numero considerevole di sottomarini sia stato individuato e attaccato, non sono stati fatti affondamenti confermati.
Il modello è stato utilizzato per una serie di esperimenti dal deposito aereo sperimentale marino di Port Victoria. Il 9 maggio 1916, un idrovolante Short 184, usato come bombardiere, sviluppato da Bourdillon e Tizard, colpì un bersaglio con una bomba da 500 libbre da un'altezza di 4.000 piedi. Il 184 fu anche usato per le prove del Cannone Davis nell'aprile 1916.
Nella primavera del 1917 arrivano ad Otranto 3 idrovolanti Short Type 184 della Royal Naval Air Service per il pattugliamento.
Il Type 184 era ancora in produzione alla fine della guerra, e nel dicembre 1918 315 esemplari erano ancora in servizio. Dopo la fine della guerra furono utilizzati principalmente per individuare le mine e rimasero in servizio almeno fino alla fine del 1920. A seguito del Rapporto Geddes, tutti furono messi fuori servizio alla fine del 1922.
Nel dopoguerra, cinque velivoli furono adattati per ospitare quattro passeggeri e utilizzati per voli privati: due venivano utilizzati dalla Eastbourne Aviation Co., due dalla Seaplane e Pleasure Trip Co. ed uno dalla Manchester Airways.

## Utilizzatori
Canada
- Royal Canadian Air Force

 Estonia
- Aviation Regiment

 Giappone
- Dai-Nippon Teikoku Kaigun Kōkū Hombu[6]

 Grecia
- Polemikó Nautikó

 Regno Unito
- Royal Naval Air Service
- Royal Flying Corps
- Royal Air Force

## Esemplari attualmente esistenti
Sebbene non sia giunto fino ai nostri giorni un esemplare completo è possibile visionare una fusoliera completa presso il Fleet Air Arm Museum, in Inghilterra.
L'unica riproduzione a grandezza naturale è presente nel Museo Marittimo Estone, presso il Lennusadam, a Tallinn.

### Riviste
- F. Gerdessen, Estonian Air Power 1918 - 1945, in Air Enthusiast, No 18, aprile - luglio 1982,  pp. 61-76. ISSN 0143-5450 (WC · ACNP)